# Arcus Odyssey
Pour les articles homonymes, voir Arcus (homonymie).
Arcus Odyssey ou Arcus Spirits (アークス・スピリッツ) est un jeu vidéo de rôle de type Action-RPG en vue aérienne à thème fantasy. Il a été développé par Wolf Team, édité par Renovation Products et Sammy Studios, et sorti en 1991 sur Sharp X68000, Mega Drive et porté en 1993 sur Super Nintendo. Une sortie nord-américaine prévue sur Super Nintendo fut annulée. Le jeu fait partie de la série Arcus.

## Synopsis
Dans le royaume d'Arcus, un groupe de 4 compagnons - Jedda, Erin, Diana et Bead - doivent retrouver l'Épée de Lumière qui a été volée. Cette épée légendaire avait permis il y a 1000 ans de cela à la princesse Leaty de vaincre la Sorcière Castomira, qui a réussi à retrouver ses pouvoirs et menace de se venger.

## Accueil
| Arcus Odyssey   |      |       |
| Média           | Nat. | Notes |
| Dragon Magazine | US   | 4/5   |

## Série
1. Arcus (1988)
2. Arcus II: Silent Symphony (1989)
3. Arcus III / Arcus Odyssey / Arcus Spirits (1991, 1993)